# فقر مزمن
الفقرُ المُزمنُ هو ظاهرةٌ يَكون فِيها الفردُ أو المَجموعة في حالةِ فقرٍ مُمتدةٍ مُنذُ فترة زَمنية طَويلة. خِلال تَحديد كلِ مِن عَتبة الفقر الضِمني والمُدة التي يَجب اعتِبارها طَويلة الأمَد، يُعتبر تَعريف هذا النوع مِن الفقرِ مهمًا؛ لأنَه قَد يَتطلب سياسات مُختلفة عَن تِلك المطلوبة لمُعالجة الفقرِ العابر.